# Kościół Podwyższenia Krzyża Świętego w Idzikowicach
Kościół Podwyższenia Krzyża Świętego – rzymskokatolicki kościół filialny w Idzikowicach. Świątynia należy do parafii św. Jana Chrzciciela w Smogorzowie w dekanacie Namysłów wschód, archidiecezji wrocławskiej.